# 夏噩
夏噩（?—?），字公酉，宋朝越州（今浙江绍兴）人。
夏中正之孙。早年為明州（今浙江宁波）观察推官。嘉祐二年（1057年），登才识兼茂明于体用科，因宰相富弼为其亲戚，避嫌改授光禄寺丞。嘉祐六年(1061年)，和苏轼等十五人同登制科，知长洲县（苏州属县）。提点刑狱王道古恶其狂傲，舉發他私贷民钱，被朝廷落职。文彦博愛其才，奏复其官。熙宁九年（1076年）前已卒。一說夏噩作有傳奇《王魁傳》。夏噩本人也是另一則傳奇《王幼玉记》中的要角。